# Le Domaine
Pour les articles homonymes, voir The Mansion.
Le Domaine (titre original : The Mansion) est un roman de William Faulkner dont l'action se situe dans le Comté imaginaire de Yoknapatawpha.
Commencée en janvier 1958, la dactylographie du dernier volet de la trilogie des Snopes ; le roman, achevé en mars 1959, et paraît le 13 novembre 1959. La traduction française paraît en mars 1962, près de quatre mois avant la mort de Faulkner.

## Résumé
Contraint de vendre ses bêtes, le paysan Mink Snopes, ruiné et humilié, assassine son voisin dans une crise de démence, crime pour lequel il est puni d'une peine de 25 ans de prison pour meurtre. Le roman s'ouvre sur le procès en cour de justice.